# Camelot River
Der Camelot River ist ein Fluss in der Region Southland auf der Südinsel von Neuseeland.

## Geographie
Der Camelot River entsteht mit den Bedivere Falls, an denen das Wasser des Cozette Burn zwischen 10 m und 15 m in die Tiefe stürzt. Von dort aus fließt der Fluss in einigen Bögen westwärts und mündet nach insgesamt 8,2 Flusskilometern in den Gaer Arm des Kaikiekie / Bradshaw Sound.